# Seven Femenino de los Países Bajos 2015
El Seven Femenino de los Países Bajos de 2015 fue la undécima edición del torneo de rugby 7, fue el sexto y último torneo de la Serie Mundial Femenina de Rugby 7 2014-15.
Se disputó en el NRCA Stadium de Ámsterdam.

## Fase de grupos

### Grupo A
| Equipo         | Encuentros | Encuentros | Encuentros | Encuentros | Tantos  | Tantos    | Tantos     | Puntos |
| Equipo         | jugados    | ganados    | empatados  | perdidos   | a favor | en contra | diferencia | Puntos |
| -------------- | ---------- | ---------- | ---------- | ---------- | ------- | --------- | ---------- | ------ |
| Estados Unidos | 3          | 3          | 0          | 0          | 96      | 26        | +70        | 9      |
| Nueva Zelanda  | 3          | 2          | 0          | 1          | 68      | 41        | +27        | 7      |
| Sudáfrica      | 3          | 0          | 1          | 2          | 33      | 76        | –43        | 4      |
| Fiyi           | 3          | 0          | 1          | 2          | 33      | 87        | –54        | 4      |

### Grupo B
| Equipo     | Encuentros | Encuentros | Encuentros | Encuentros | Tantos  | Tantos    | Tantos     | Puntos |
| Equipo     | jugados    | ganados    | empatados  | perdidos   | a favor | en contra | diferencia | Puntos |
| ---------- | ---------- | ---------- | ---------- | ---------- | ------- | --------- | ---------- | ------ |
| Australia  | 3          | 3          | 0          | 0          | 101     | 14        | +87        | 9      |
| Inglaterra | 3          | 2          | 0          | 1          | 103     | 29        | +74        | 7      |
| Rusia      | 3          | 1          | 0          | 2          | 41      | 76        | –35        | 5      |
| China      | 3          | 0          | 0          | 3          | 7       | 133       | –126       | 3      |

### Grupo C
| Equipo       | Encuentros | Encuentros | Encuentros | Encuentros | Tantos  | Tantos    | Tantos     | Puntos |
| Equipo       | jugados    | ganados    | empatados  | perdidos   | a favor | en contra | diferencia | Puntos |
| ------------ | ---------- | ---------- | ---------- | ---------- | ------- | --------- | ---------- | ------ |
| Canadá       | 3          | 3          | 0          | 0          | 89      | 15        | +74        | 9      |
| España       | 3          | 2          | 0          | 1          | 28      | 41        | –13        | 7      |
| Francia      | 3          | 1          | 0          | 2          | 22      | 38        | –16        | 5      |
| Países Bajos | 3          | 0          | 0          | 3          | 22      | 67        | –45        | 3      |

## Fase Final

### Copa de oro
|  | Cuartos de final | Cuartos de final | Cuartos de final |            |                | Semifinales    | Semifinales | Semifinales |            |              | Copa           | Copa           | Copa |  |
|  |                  |                  |                  |            |                |                |             |             |            |              |                |                |      |  |
|  |                  |                  |                  |            |                |                |             |             |            |              |                |                |      |  |
|  | Australia        | Australia        | 31               |            |                |                |             |             |            |              |                |                |      |  |
|  | Australia        | Australia        | 31               |            |                |                |             |             |            |              |                |                |      |  |
|  | Rusia            | Rusia            | 0                |            |                |                |             |             |            |              |                |                |      |  |
|  | Rusia            | Rusia            | 0                |            | Australia      | Australia      | 26          |             |            |              |                |                |      |  |
|  |                  |                  |                  |            | Australia      | Australia      | 26          |             |            |              |                |                |      |  |
|  |                  |                  | Inglaterra       | Inglaterra | 0              |                |             |             |            |              |                |                |      |  |
|  | Inglaterra       | Inglaterra       | Inglaterra       | Inglaterra | 0              | 17             |             |             |            |              |                |                |      |  |
|  | Inglaterra       | Inglaterra       |                  |            |                |                |             |             |            |              |                |                |      |  |
|  | Nueva Zelanda    | Nueva Zelanda    | 14               |            |                |                |             |             |            |              |                |                |      |  |
|  | Nueva Zelanda    | Nueva Zelanda    | 14               |            |                |                |             |             |            | Australia    | Australia      | 17             |      |  |
|  |                  |                  |                  |            |                |                |             |             |            | Australia    | Australia      | 17             |      |  |
|  |                  |                  | Canadá           | Canadá     | 20             |                |             |             |            |              |                |                |      |  |
|  | Estados Unidos   | Estados Unidos   | Canadá           | Canadá     | 20             | 38             |             |             |            |              |                |                |      |  |
|  | Estados Unidos   | Estados Unidos   |                  |            |                |                |             |             |            |              |                |                |      |  |
|  | España           | España           | 10               |            |                |                |             |             |            |              |                |                |      |  |
|  | España           | España           | 10               |            | Estados Unidos | Estados Unidos | 14          |             |            | Tercer lugar | Tercer lugar   | Tercer lugar   |      |  |
|  |                  |                  |                  |            | Estados Unidos | Estados Unidos | 14          |             |            | Tercer lugar | Tercer lugar   | Tercer lugar   |      |  |
|  |                  |                  | Canadá           | Canadá     | 19             |                |             |             |            |              |                |                |      |  |
|  | Canadá           | Canadá           | Canadá           | Canadá     | 19             | 33             |             |             | Inglaterra | Inglaterra   | 15             |                |      |  |
|  | Canadá           | Canadá           |                  |            |                |                |             |             | Inglaterra | Inglaterra   | 15             |                |      |  |
|  | Francia          | Francia          | 0                |            |                |                |             |             |            |              | Estados Unidos | Estados Unidos | 14   |  |
|  | Francia          | Francia          | 0                |            |                |                |             |             |            |              | Estados Unidos | Estados Unidos | 14   |  |
|  |                  |                  |                  |            |                |                |             |             |            |              |                |                |      |  |

| Bandera de Canadá      |
| Campeón Canadá         |
| 1º título del circuito |